# HDCP
HDCP (High-bandwidth Digital Content Protection) je mechanismus pro ochranu digitálního obsahu, používá se s HDMI. Technologie vyvinutá Intelem pro zamezení nežádoucího nahrávání HDTV. V roce 2010 se objevila zpráva, že se podařilo počítačovým pirátům tento obranný mechanismus prolomit, což by vedlo k tomu, že bude možné nelegálně nahrávat audio-vizuální záznam i ve vysokém rozlišení.